# Денежная школа
Денежная школа (или валютная школа) (англ. currency school) — теория денежной эмиссии, возникшая в начале 1800-х годов в Великобритании. Согласно данной теории, эмиссия банками бумажных денег должна быть ограничена и централизована, а также носить обеспеченный характер.
Денежная школа и ее представители объясняли появление кризисов неумелым руководством Банка Англии. Они настаивали на проведении реформы, которая бы поставила эмиссионную политику главного банка страны в определенные рамки. Результатом победы Денежной школы в теоретических дебатах стало принятие Банковского акта 1844 года, известного как акт Роберта Пиля. Премьер-министр Великобритании Роберт Пиль сумел добиться принятия парламентом закона, который ограничил эмиссионную деятельность частных банков и передал эмиссионные полномочия Банку Англии. Действовавшие на день принятия закона банки не могли осуществлять новые выпуски банкнот, увеличивавшие их бумажное денежное предложение. Учреждение новых эмиссионных частных банков запрещалось. Деятельность Банка Англии была разделена на две самостоятельные функции: эмиссионная и банковская, что отразилось на его организационной структуре. Но самое главное — Банк Англии больше не мог увеличивать выпуск банкнот, если они не были полностью обеспечены металлическими резервами в форме золотых монет или слитков.
Победа Денежной школы имела далеко идущие последствия для развития института центрального банка. Во-первых, был заложен новый стандарт эмиссионной политики. Денежная эмиссия становилась полностью обеспеченной, что сводило на «нет» риск избыточного необеспеченного предложения банкнот. Во-вторых, британский стандарт эмиссионной политики выступил в качестве образца для других стран. Спустя год после принятия акта Роберта Пиля аналогичное законодательство было принято в Ирландии и Шотландии. В последующем ограничения, наложенные на Банк Англии, рассматривались в качестве образца для подражания для центральных банков континентальной Европы. В-третьих, стандарт Банка Англии заложил основы эмиссионной политики в колониях благодаря распространению британских валютных правлений. Уже спустя несколько лет после принятия акта Роберта Пиля, в 1849 г. на острове Маврикий (Восточная Африка) британское правительство основало первое валютное правление. Его правила полностью копировали ограничения, установленные для Банка Англии. Вслед за учреждением валютных правлений новый стандарт эмиссионной политики распространился в Африке и Азии. Хотя принятие акта Роберта Пиля не остановило последующие банковские и денежные кризисы, оно создало единый образец поведения для новообразованных центральных банков.
Представители денежной школы: Сэмюэль Джонс Лойд, Джон Рамсей Мак-Куллох, Роберт Торренс, Джордж Уорд Норман.